# Anam (król)
Anam (sum. an-àm) – władca mezopotamskiego miasta Uruk, panujący w XIX w. p.n.e., następca Ilum-gamila. Znane są cztery jego „nazwy roczne” i siedem jego inskrypcji budowlanych. Swe główne prace budowlane prowadził przy Gipar, siedzibie kapłanek en bogini Inany w Uruk.
Identyfikować go należy najprawdopodobniej z Anamem, synem Ilan-szemei, który na dworze Sin-gamila, poprzednika Ilum-gamila, pełnić miał urząd archiwisty (sum. pisan-dub-ba). Zachowały się dwie jego inskrypcje, w których opisuje on wzniesienie dwóch świątyń „za życie Sin-gamila, króla Uruk”: jednej poświęconej bogu Nergalowi i jednej poświęconej bogini Kanisurze. Znana jest też inskrypcja, dotycząca tym razem odbudowy murów Uruk, w której Anam, syn Ilan-szemei, nazywa już siebie „głównodowodzącym armii Uruk” (sum. ab-ba-ugnim-unuki-ga). Jeżeli mamy tu do czynienia z Anamem, przyszłym królem Uruk, to inskrypcja ta powstać też musiała przed objęciem przez niego władzy, gdyż brakuje w niej typowych dla inskrypcji króla Anama epitetów, takich jak „prawy pasterz Uruk” (sum. sipa-zi unuki-ga) czy „ukochany syn bogini Inany” (sum. dumu-ki-áĝ dinana-ke4).